# 秘魯奈氏鱈
秘魯奈氏鱈，為輻鰭魚綱鱈形目鼠尾鱈科的其中一種，分布於東太平洋加利福尼亞灣至智利，包括加拉巴哥群島海域，屬深海底棲性魚類，深度600-1870公尺，體長可達30公分，棲息在底層水域，生活習性不明，可做為食用魚。